# Insulele ABC

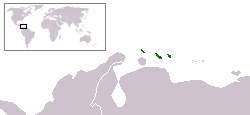
Insulele ABC

Pavilionul Aruba

Pavilionul Curaçao

Pavilionul Bonaire

Insulele ABC sunt: Aruba, Bonaire și Curaçao, trei insule extremvestice din Antilele Mici din Marea Caraibelor, situate la nord de provincia-stat Falcón a Venezuelei. De la vest la est, ordinea lor este: Aruba, Curaçao, Bonaire. Toate cele trei insule sunt parte din Regatul Olandei, deși ele rămân în afara Uniunii Europene. Aruba și Curaçao sunt autonome, cu auto-guvernare, în timp ce Bonaire este o municipalitate specială a Olandei.
Aruba este o insulă plată, expusă curenților oceanici. Bonaire și Curaçao sunt înconjurate de recife, și deci sunt mult mai ferite de intemperii. Recifele din Bonaire și Curaçao sunt populare destinații turistice.

## Mediu
Bonaire este cunoscut ca un "paradis al scufundărilor", ecoturismul jucând un rol esențial în economia sa. Insulele au o mare varietate de animale sălbatice, inclusiv flamingo și patru specii de broască-țestoasă de mare.

## Demografia
Afro-caraibienii alcătuiesc o mare parte din populația din Curaçao și Bonaire, în timp ce populația mestizo formează majoritatea în Aruba. O bună parte din populația insulelor provine din America Latină.

### Limba
Olandeza a fost limba oficială a insulelor în majoritatea timpului. O limbă creolă unică s-a dezvoltat aici cunoscută sub numele de papiamento. Spre deosebire de alte limbi creole, papiamento nu este în scădere în utilizare, și a devenit limbă oficială pe 7 martie 2007. Papiamento provine din portugheză, spaniolă, limbi africane și este puternic influențat de spaniolă și engleză.

## A se vedea, de asemenea,
- Insulele BES
- Imperiul Olandez
- Insulele SSS

## Link-uri externe
- Infobonaire.com
- We Share Bonaire Arhivat în 10 octombrie 2017, la Wayback Machine. -  informații turistice despre Bonaire în fotografii și videoclipuri
- Insulele ABC comparate - o călătorie eseu de Attila Narin
- Harta regiunii
- Harta insulelor Arhivat în 22 septembrie 2009, la Wayback Machine.